# Sideritis romana
Sideritis romana es una planta de la familia de las lamiáceas. 

## Descripción
Es una pequeña planta herbácea erecta con hojas opuestas que desarrolla las flores en la axila de las hojas. Las flores son blancas con el labio superior bilobado. Tienen normalmente las ramas postradas en el suelo y el diente superior del cáliz es mucho más grande que los otros.
Tiene tallos de hasta 30 cm de altura, viloso-hirsutos y glandulosos. Hojas pecioladas, ovadas, oblongas u oblongo-lanceoladas, crenado-dentadas, viloso-hirsutas y glandulosas. Inflorescencias con 3-10 (-15) verticilastros distantes o aproximados, extendiéndose frecuentemente casi desde la base. Verticilastros con 6 flores. Brácteas sentadas, más largas que los cálices, erectas o reflejas, mucronadas. Flores pediceladas. Pedicelos de 1,5-2 mm. Cáliz de 5-10 mm, más o menos giboso en la base, hirsuto, glanduloso, con dientes triangulares aristados. Corola ligeramente más larga que el cáliz, blanca o purpúrea. Tiene un número de cromosomas de 2n=28 (Córdoba). Florece de abril a junio.

## Distribución y hábitat
Se encuentra en lugares alterados o cultivos, pastizales, matorrales, a veces en roquedos, en substrato preferentemente básico; a una altitud de 30-1100 metros en la región mediterránea y Norte de África, en Marruecos y Túnez. Regiones costeras de la península ibérica, desde Gerona hasta el Algarve, exceptuando Huelva y adentrándose por los valles del Ebro y del Guadalquivir.

## Taxonomía
Sideritis romana fue descrita por  Carlos Linneo y publicado en Species Plantarum 2: 575. 1753.
Etimología
Sideritis: nombre genérico que deriva del griego "sideritis" y que puede ser traducido literalmente como "el que es o tiene hierro". La planta era conocida por los antiguos griegos, específicamente Dioscórides y Teofrasto. A pesar de que Dioscórides describe tres especies, sólo una (probablemente S. scordioides) se cree que se refiere a sideritis. En la antigüedad sideritis era una referencia genérica para plantas capaces de la curación de heridas causadas por armas de hierro en las batallas. Sin embargo otros sostienen que el nombre se deriva de la forma del sépalo que se asemeja a la punta de una lanza.
romana: epíteto geográfico que alude a su localización en Roma.
Variedad aceptada
- Sideritis romana subsp. curvidens (Stapf) Holmboe
- Sideritis romana subsp. purpurea (Talbot ex Benth.) Heywood

Sinonimia
- Burgsdorfia rigida Moench
- Burgsdorfia romana (L.) Hoffmanns. & Link
- Fracastora spathulata (Lam.) Bubani
- Hesiodia romana (L.) Samp.
- Sideritis approximata Gasp. ex Guss.
- Sideritis mutica Boiss.
- Sideritis romana var. approximata (Gasp. ex Guss.) Nyman
- Sideritis romana var. lazae Socorro, I.Tarrega & Zafra
- Sideritis romana subsp. romana
- Sideritis spathulata Lam.
- Stachys romana (L.) E.H.L.Krause[7]